# Picnosi
La picnosi è un processo degenerativo del nucleo di una cellula, che avviene in condizioni di morte cellulare per apoptosi o per necrosi. Il nucleo si riduce progressivamente in volume e diviene sempre più intensamente colorabile aumentando la sua basofilia: la riduzione del volume indica perdita di materiali nucleari e condensazione della cromatina residua. La picnosi è solitamente seguita da carioressi (frammentazione del nucleo) e cariolisi (digestione del DNA da parte di specifiche endonucleasi).
Questo processo avviene anche durante l'eritropoiesi, dove il nucleo diventa picnotico e viene espulso per formare l'eritrocita.